# Нечаєва Могила

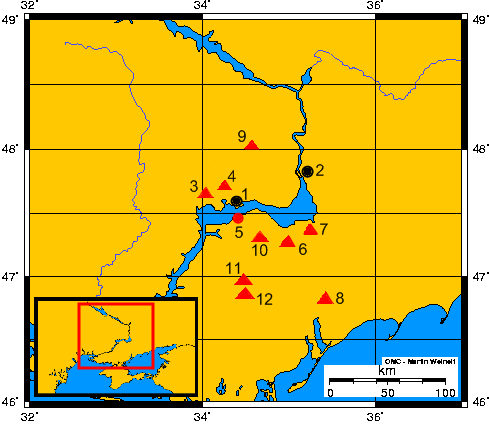
Столиця скіфів Кам'янське городище і т. зв. скіфські «царські» могили в нижній течії Дніпра:
1) Нікополь (сучасне місто)
2) Запоріжжя (сучасне місто)
3) Товста Могила
4) Чортомлик
5) Кам'янське городище
6) Гайманова Могила
7) Василівські кургани
8) Мелітопольський курган
9) Олександропільський курган
10) Велика Цимбалка
11) Козел
12) Огуз

Нечаєва Могила (Гегелина Могила) — пам'ятка археології національного значення скіфський курган IV століття до нашої ери, поблизу села Лебединське Нікопольського району Дніпропетровської області.

## Походження назви
Інколи Нечаєву могилу також називають Гегеліною. У 90 роках XX століття завідувачем відділу археології та давньої історії Нікопольського краєзнавчого музею Василем Шатуновим був встановлений факт листування одного з членів сім'ї Нечаєвих з поміщицею Гегеліной. Напевно, Гегеліни були сусідами Нечаєвих, а древній курган раніше знаходився на землі, що їм належала. Звідси й походить одна з його назв — Гегеліна Могила.
Нечаєві могли купити цю землю у Гегеліних ще до другої половини XIX століття, після чого за розташованим на ній курганом закріпилася пізніша і поширеніша назва — Нечаєва Могила.

## Опис кургану
Сьогодні це найвищий в степовій смузі Євразії скіфський курган. Нині його висота становить 15,1 м, а на початку XX століття він був на 3-3,5 метри вище. Координати — 47.91031, 34.49089

## Історія дослідження

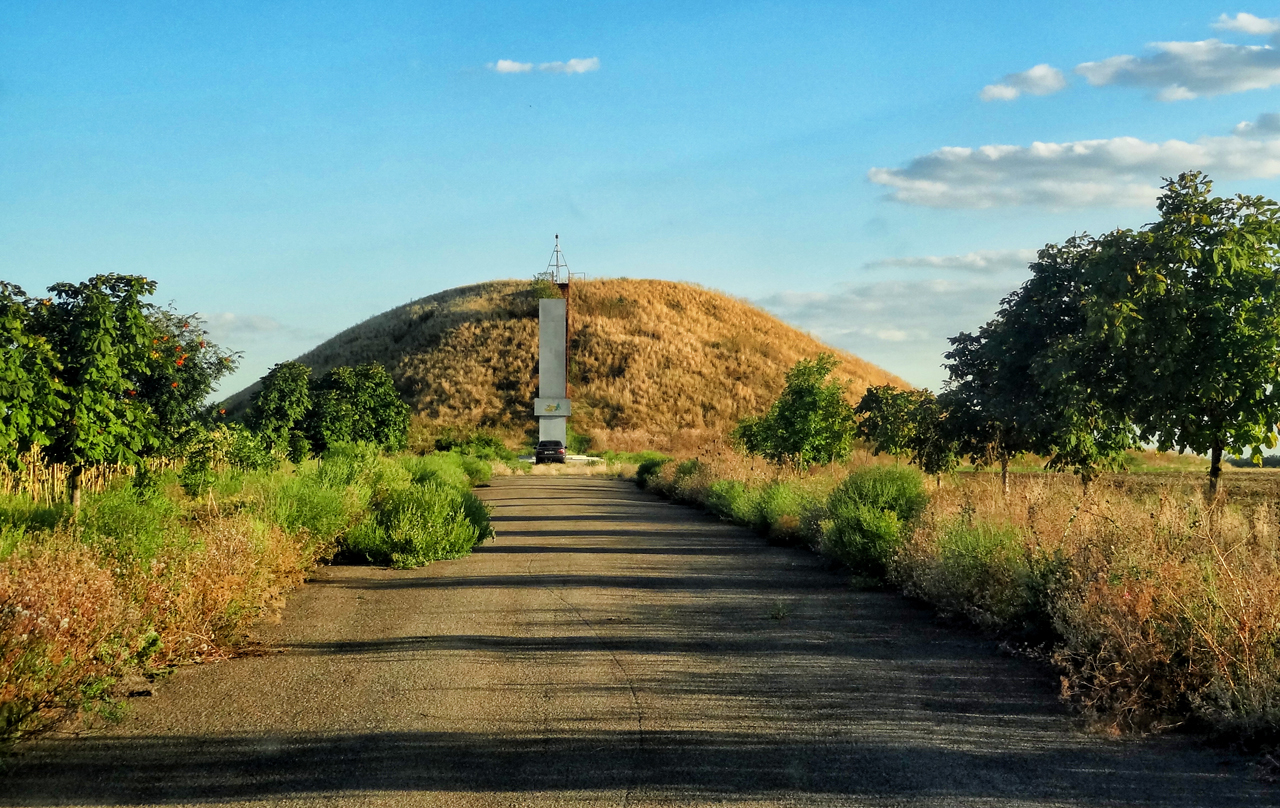
Нечаєва Могила та монумент полеглим воїнам

У XIX столітті провести розкопки Нечаєвої могили збиралися Іван Забєлін та Д. І. Яворницький, проте поміщики і великі землевласники Нечаєва, на території володіння яких знаходився курган, не давали дозволу на проведення відповідних робіт.
По завершені Другої світової війни розпочати дослідження Нечаєвої могили планували такі видатні археологи того часу як А. І. Тереножкін і Б. Н. Мозолевський, проте розкопки так і не були розпочаті. І понині курган Нечаєва могила залишається недослідженим.

## Курган під час Другої світової
Наприкінці 1943 — початку 1944 років Нечаєва могила опинилася в зоні активних бойових дій. Прагнучи утримати Нікопольський плацдарм, гітлерівці перетворили курган в добре укріплену вогневу точку. В ході запеклих боїв панівна над місцевістю висота не раз переходила з рук в руки із величезними втратами із обох боків.

## Нечаєва могила та сьогодення
Нині на місці кровопролитних боїв біля підніжжя стародавнього кургану встановлено пам'ятник загиблим воїнам.